# Campionat de Ral·lis NACAM
El Campionat de Ral·lis NACAM és el campionat de ral·li de la Federació Internacional d'Automobilisme (FIA) per la regió Nord i Central d'Amèrica, la part nord de Sud-amèrica i el Carib. Aquest campionat es creà l'any 2008.
El gran dominador d'aquest campionat és el mexicà Ricardo Triviño amb 10 títols.

## Palmarès
| Any  | Pilot                 | Copilot             | Vehicle                  | Ref.  |
| ---- | --------------------- | ------------------- | ------------------------ | ----- |
| 2008 | Alejandro Kratosville | Ángel Lezana        | Mitsubishi Lancer Evo IX | [ 2 ] |
| 2009 | Ricardo Triviño       | Marco Hernández     | Mitsubishi Lancer Evo IX |       |
| 2010 | Nicolás Fuchs         | Juan Pedro Cilloniz | Mitsubishi Lancer Evo IX |       |
| 2011 | Raúl Orlandini        | Diego Zuloaga       | Mitsubishi Lancer Evo IX |       |
| 2012 | Ricardo Triviño       | Marco Hernández     | Mitsubishi Lancer Evo IX |       |
| 2013 | Ricardo Triviño       | Marco Hernández     | Mitsubishi Lancer Evo X  |       |
| 2014 | Ricardo Triviño       | Marco Hernández     | Mitsubishi Lancer Evo X  |       |
| 2015 | Ricardo Triviño       | Marco Hernández     | Mitsubishi Lancer Evo X  |       |
| 2016 | Ricardo Triviño       | Marco Hernández     | Citroën DS3 R5           |       |
| 2017 | Ricardo Triviño       | Marco Hernández     | Citroën DS3 R5           |       |
| 2018 | Ricardo Triviño       | Marc Martí          | Citroën DS3 R5           | [ 3 ] |
| 2019 | Ricardo Triviño       | Marc Martí          | Škoda Fabia R5           |       |
| 2020 | Ricardo Triviño       | Marc Martí          | Škoda Fabia Rally2       |       |
| 2021 | Ricardo Cordero       | Marco Hernández     | Citroën C3 Rally2        |       |
| 2022 | Ricardo Cordero       | Marco Hernández     | Citroën C3 Rally2        | [ 4 ] |
| 2023 | Ricardo Cordero       | Marco Hernández     | Citroën C3 Rally2        |       |